# Palárikovo
Palárikovo este o comună slovacă, aflată în districtul Nové Zámky din regiunea Nitra. Localitatea se află la altitudinea de 117 m deasupra n.m., se întinde pe o suprafață de 51,29 km2 și în 2017 număra 4.243 de locuitori.

## Istoric
Localitatea Palárikovo este atestată documentar din 1248.

## Demografie
| An:                | 1994 | 2004   | 2014   | 2024   |
| ------------------ | ---- | ------ | ------ | ------ |
| Număr de persoane: | 4385 | 4398   | 4301   | 4203   |
| Diferență:         |      | +0,29% | −2,20% | −2,27% |

| An:                | 2023 | 2024   |
| ------------------ | ---- | ------ |
| Număr de persoane: | 4224 | 4203   |
| Diferență:         |      | −0,49% |